# Henry Hoghton (5e baronnet)
Pour les articles homonymes, voir Hoghton (homonymie).
 (février 2020).
Henry Hoghton, 5e baronnet (c.1678-1768) de Hoghton Tower, Lancashire est un homme politique britannique qui siège à la Chambre des communes entre 1710 et 1741. Il a de fortes opinions religieuses dissidentes qui ont soutenu son militantisme contre les rébellions jacobites.

## Biographie

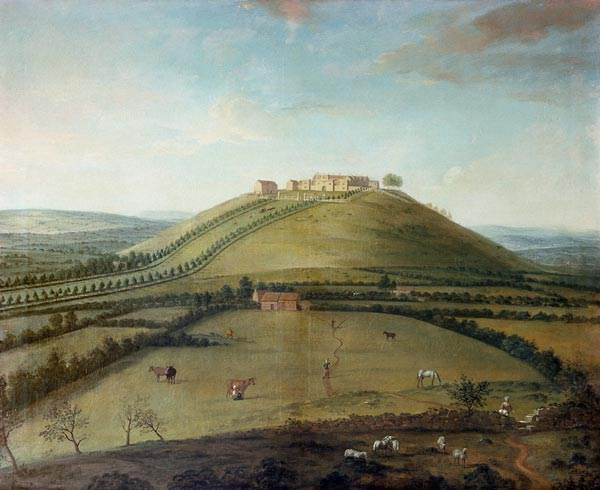
Hoghton Tower, Lancashire - le siège de la famille Hoghton

Hoghton est le deuxième, mais le fils aîné survivant de Charles Hoghton, 4e baronnet et de son épouse Mary Skeffington, fille de John Skeffington, 2e vicomte Masserene. La famille a une forte tradition non conformiste, à laquelle il adhère et fonde de nombreuses chapelles dissidentes. En 1695, il est admis au Middle Temple. Il succède à son père le 10 juin 1710.
Hoghton devient un homme libre de Preston en 1682 et un bourgeois de Wigan en 1710. Il est sous-lieutenant du Lancashire et colonel de la milice. Aux Élections générales britanniques de 1710, il est élu député whig de Preston, mais perd son siège en 1713. Il est réélu sans opposition pour Preston aux Élections générales britanniques de 1715.
Pendant la rébellion jacobite, Hoghton s'occupe activement de la défense du comté. Sa maison à Preston est occupée par les deux parties pendant le conflit. Par la suite, il est nommé en 1716 comme l'un des commissaires pour les domaines confisqués. Aux Élections générales britanniques de 1722, il se présente dans le Lancashire au lieu de Preston, mais est vaincu. Après une tentative infructueuse à Kingston-upon-Hull en 1724, il est nommé par le gouvernement comme député d'East Looe lors d'une élection partielle le 17 février 1724. Il est réélu sans opposition à Preston lors des Élections générales britanniques de 1727 et de nouveau en 1734. En 1734, il est nommé juge-avocat général par Walpole. Il est battu à Preston aux élections générales de 1741 et démissionne de son poste.
Au moment de la rébellion de 1745, il est prêt à défendre le comté mais a des ressources insuffisantes et s'est réfugié dans le Yorkshire. En tant que magistrat après la rébellion, il applique la loi contre les catholiques romains très sévèrement. Il est fustigé par le gouvernement, qui annule ses décisions et le menace de le retirer de la magistrature.
Hoghton est décédé le 23 février 1768 à l'âge de 91 ans. Il se marie trois fois. Tout d'abord, il épouse Mary Boughton (avec 5000 £) fille de William Boughton, 4e baronnet en octobre 1710. Elle meurt en 1720 et il épouse en secondes noces Elizabeth Russell, veuve de James Russell et fille de Richard Lloyd, mercier, de Londres le 14 avril 1721, elle meurt en 1736 et il épouse en troisièmes noces Susanna Butterworth (avec 8 000 £), fille de Thomas Butterworth de Manchester, Lancashire.
Il n'a aucun enfant de ses trois mariages et le titre de baronnet passe son neveu, aussi appelé Henry (en).